# Haworthia variegata
Haworthia variegata ist eine Pflanzenart der Gattung Haworthia in der Unterfamilie der Affodillgewächse (Asphodeloideae).

## Beschreibung
Haworthia variegata wächst stammlos und sprossend. Die 30 bis 40 aufrechten, schlank lanzettlichen Laubblätter bilden eine Rosette mit einem Durchmesser von bis zu 4 Zentimeter. Die dunkelgrüne Blattspreite ist variegat. Der Blattrand und der Blattkiel sind bedornt.
Der schlanke, lockere Blütenstand erreicht eine Länge von bis zu 35 Zentimeter und besteht aus 15 bis 20 Blüten. Die Blüten sind grünlich weiß und weisen eine bräunliche Nervatur auf.

## Systematik und Verbreitung
Haworthia variegata ist in der südafrikanischen Provinz Westkap verbreitet.
Die Erstbeschreibung durch Louisa Bolus wurde 1929 veröffentlicht.
Nomenklatorische Synonyme sind Haworthia chloracantha subsp. variegata (L.Bolus) Halda (1997) und Haworthia chloracantha var. variegata (L.Bolus) Halda (1997).
Es werden folgende Varietäten unterschieden:
- Haworthia variegata var. variegata
- Haworthia variegata var. hemicrypta M.B.Bayer
- Haworthia variegata var. modesta M.B.Bayer
- Haworthia variegata var. petrophila M.B.Bayer

## Nachweise